# Panteó de la Família Esquena-Casadevell
El Panteó de la Família Esquena-Casadevell és una obra modernista d'Olot (Garrotxa).

## Descripció
El panteó de la família Esquena-Casadevall està ubicat davant la galeria de Santa Sabina. Va ser realitzat i dissenyat per l'artista olotí C. Devesa. Està format per una creu de ferro i un crist de bronze, destacant la làpida amb fullatges estilitzats que segueixen les traces ondulades de tipus modernista. El conjunt està tancat per quatre pilastres de les quals parteixen reixes amb motius florals i la representació, en bronze, d'una noia i una calavera que es repeteixen als quatre costats.

## Història
Aquesta obra de l'escultor Celestí Devesa data de l'any 1905 i la fosa en bronze es va dur a terme als tallers de la família Barberí el carrer Fonatnella d'Olot.